# Gmünd (Basse-Autriche)
Pour les articles homonymes, voir Gmünd.
La ville de Gmünd (Basse-Autriche) est le chef-lieu du district de Gmünd dans le Waldviertel (« région forestière »), située dans le nord-ouest du land de Basse-Autriche.

## Géographie
Gmünd est situé sur le 15e méridien, à la frontière avec la République tchèque.

## Histoire
Le premier siècle de la commune s'est déroulé très tranquillement. La construction d'une ligne de chemin de fer sous l'empereur François-Joseph accéléra le développement de la ville.
Le 1er novembre 1869 fut ouvert à la circulation le premier tronçon Eggenburg-Gmünd-Budweis ; deux ans plus tard, la ligne fut exploitée jusqu'à Prague. Dès lors, l'industrie d'extraction de roches, de fabrication de verre et l'industrie textile ont prospéré. En 1918, dans le cadre du traité de Saint-Germain-en-Laye, la frontière sépare la ville en deux parties, la partie nord devenant la ville tchèque de České Velenice.

## Curiosités

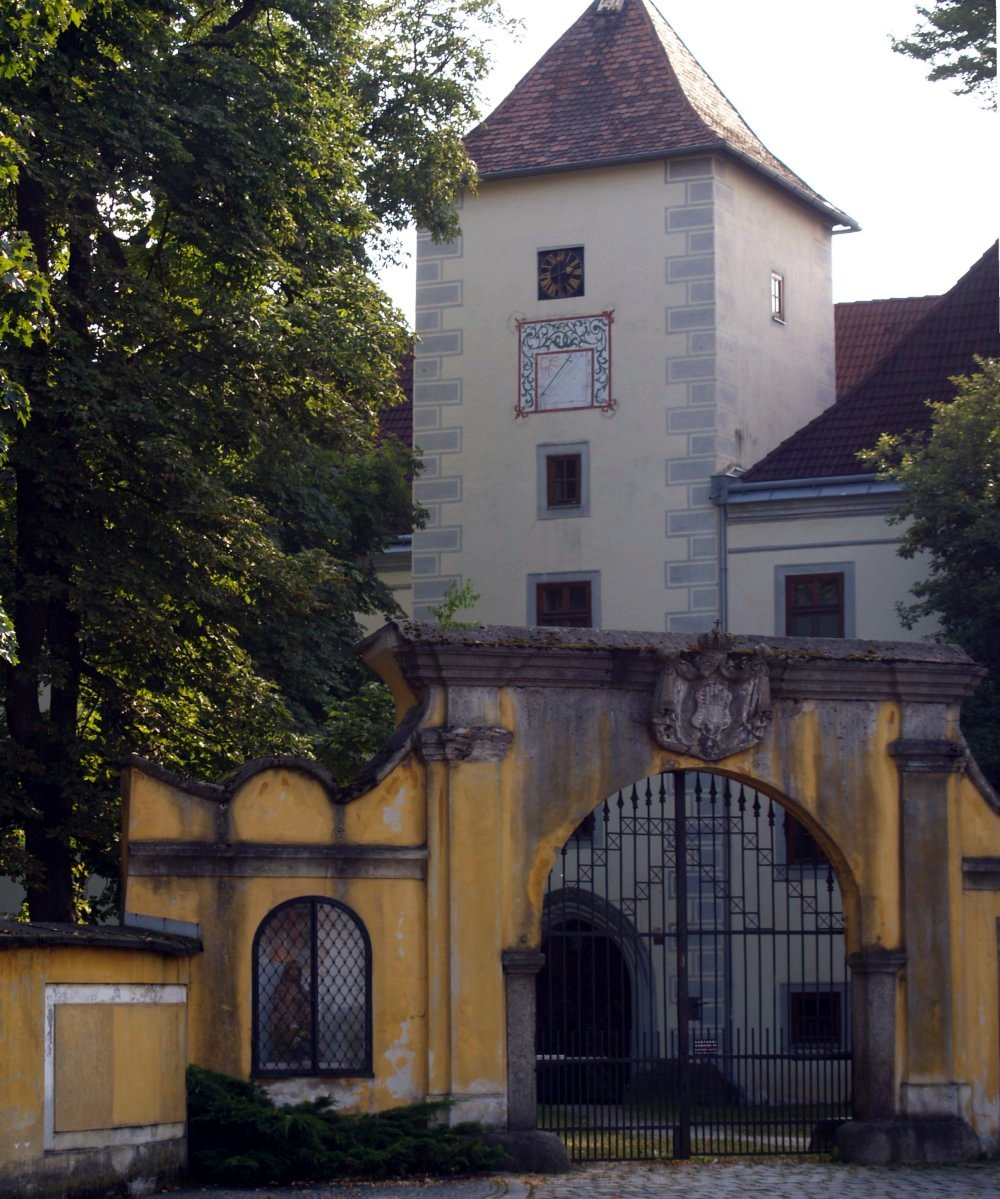
Le château de Gmünd. Accès au château à partir de la Grand-Place

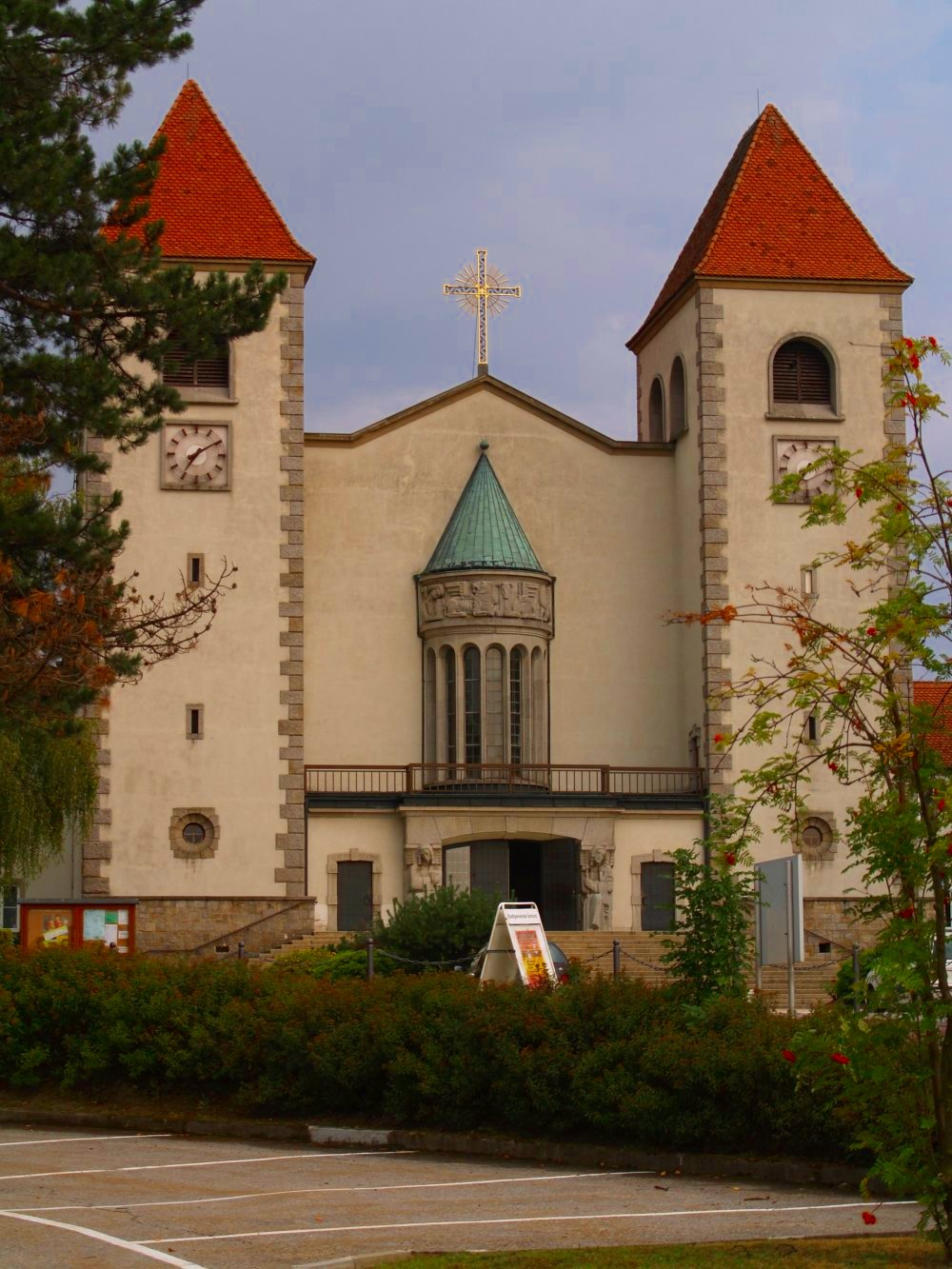
L'église du Sacré-Cœur de Gmünd

L'église paroissiale de la ville, construite au XIIIe siècle est dédiée à saint Étienne. Au XVe siècle, l'église romane fut détruite, mais on la reconstruisit en style gothique. L'intérieur de l'église a été modifié en style baroque.
L'église protestante fut inaugurée en 1911. Le financement a été assuré en grande partie par la Société Gustave Adolphe ainsi que par des fonds privés collectés à cet effet.
Le château est sans nul doute le bâtiment le plus ancien de la ville. Son aspect a été quelquefois modifié, par adjonction de bâtiments ou réfections complètes. Les propriétaires aussi ont changé, à l'occasion, au cours du temps. En 1985, l'administration des biens de la famille de Habsbourg-Lorraine a vendu le château à un organisme de logement. Un parc adjacent, dans lequel on veut admirer de nombreuses curiosités botaniques uniques en leur genre fut acquis par la commune de Gmünd.
Les maisons aux graffiti, sur la place de la ville, proviennent du XVIe siècle et surprennent par leurs précieuses façades et leurs pinacles.

## Musées
- Ancienne mairie, musée de la ville.
- Ancienne forge, musée de l'observation.
- Musée des roches.
- Musée de la verrerie.

## Personnalités liées à la commune
- Le peintre et écrivain Thomas Sautner est né à Gmünd en 1970

## Villes jumelées
- Sarreguemines (France)